# St. Antonius Einsiedler (Allendorf)

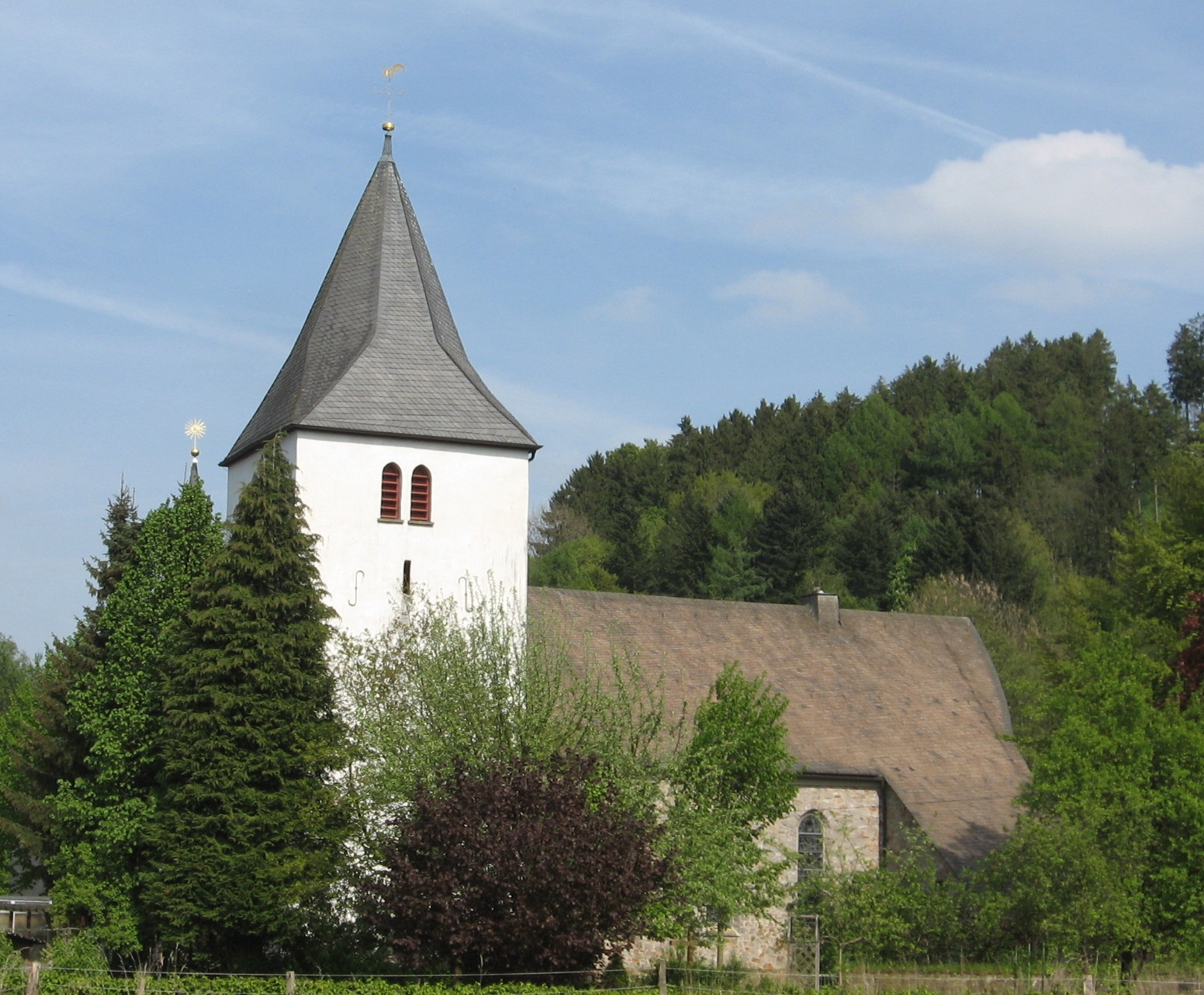
St. Antonius Einsiedler

Die römisch-katholische Pfarrkirche St. Antonius Einsiedler ist ein denkmalgeschütztes Kirchengebäude in Allendorf, einem Ortsteil der Stadt Sundern im Hochsauerlandkreis (Nordrhein-Westfalen).

## Geschichte und Architektur
Der Bruchsteinsaal wurde von 1724 bis 1726 mit 5/8 Schluss errichtet. Die Wände sind durch Spitzbogenfenster gegliedert, der spätromanische Westturm ist verputzt. Die Ostsakristei wurde von 1959 bis 1961 durch einen großen, nach Süden ausgerichteten Saal erweitert. Im Altbau ruhen Stichkappengewölbe auf Rechteckvorlagen, die Apsis ist durch einen kräftigen Gurtbogen auf Wandvorlagen abgesetzt. Der Turmraum ist gratgewölbt, seit 1961 steht hier die spätgotische Sakramentsnische.

## Ausstattung
- Der große barocke Hochaltar mit Kolonnadenretabel aus Holz von 1740–1750 ist von der Trinität bekrönt. An den Seiten stehen die Skulpturen der Heiligen Antonius und Johannes Nepomuk. Das Mittelbild wurde erneuert.
- Im Altbau steht ein Retabel mit Weinrankensäulen vom Ende des 17. Jahrhunderts
- Das Spätgotische Sakramentshaus steht im Turmraum.
- Die Glocke von 1467 wurde von Johannes von Dortmund gegossen. Die Glocke im Dachreiter sowie eine weitere, größere Glocke wurden 1768 in Menden[1] von Johann Michael Stocky gegossen.